# みずほゆき
みずほ ゆき（1988年10月8日 - ）は、日本のAV女優。北海道出身。血液型はB型。以前は香坂 美優（こうさか みゆ）名義で活動していた。また、朝比奈 茉里菜（あさひな まりな）名義での出演もある。
所属はティーパワーズ。

## 人物
モーニング娘。での最終オーディション進出を売りにしている。
香坂美優時代のプロフィールは、1988年6月22日生まれ。東京都出身。血液型:A型。身長:162cm。スリーサイズ：B87(Eカップ-65)・W60・H88cm。趣味：クロスワードパズルであった。
GIGA主催第1回G-1グランプリで「巨大ヒロイン触手陵辱ソフィリア」が総合売り上げ第1位を記録した。
かつてはブログとTwitterを更新していたが、2012年3月頃、両方とも閉鎖された。

## 略歴
- 2008年5月、『ギリギリモー●ング娘。MIYU DEBUT』（香坂美優名義）でAVデビュー[1]。
- 2009年、ティーパワーズに移籍し、みずほゆきに改名。

## 出演作品

### イメージビデオ
- 素人着エロ倶楽部 みゆちゃん 19才(ヤリマン) ドコ●ショップ原宿店勤務（2008年2月22日、写女）
- まるだし（2012年3月25日、ビデオメーカー）

### アダルトビデオ

#### 香坂美優名義
2008年
- ギリギリモー●ング娘。MIYU DEBUT 香坂美優（5月9日、KUKI）[1]
- ギリギリモー●ング娘。MIYU 2nd 小悪魔LOVEマシーン 香坂美優（6月13日、KUKI）[1]
- ギリギリモー●ング娘。MIYU 3rd 童貞&M男クンと恋愛シミュレーションSEX 香坂美優（7月11日、KUKI）[1]
- 社長秘書はインテリ痴女 香坂美優（10月1日、ワンズファクトリー）
- イキ顔を見て粘るザーメンを飲んであげる（10月1日、ワンズファクトリー）他出演:村上里沙、辻さき、山下優、七咲楓花、愛原さくら、桃咲まなみ、水原かのん
- 巨乳痴女三姉妹（11月19日、クロス）共演:南まりん、須真杏里
- 生中出し新入女子社員 2（11月21日、メディアステーション）他出演:東条カレン、七咲楓花、神谷りの、桜井真央
- Lの新世界 3（11月24日、グラフィティジャパン）共演:北島玲、竹内順子、南まりん、瀬名ミリヤ、名倉梨紗
- 時間よ止まれ!パート11 〜いつでもどこでもハレンチ天国〜（12月13日、V&Rプロダクツ）他出演:北島玲、伊藤青葉、上原優、本城友里
- 絶対中出し出来る痴女クリニック（12月13日、マルクス兄弟）
- ベロベロ接吻と見られながらの自慰（12月13日、マルクス兄弟）他多数出演[2]

2009年
- 美尻フェチ デッカイお尻でシゴかれたい!（1月13日、マルクス兄弟）他出演:浅田ちち、宮崎あい、北島玲、藤田かりん、水森あおい、高坂保奈美、一ノ瀬あきら、佐伯奈々、浅野柚奈）[2]
- 近親相姦 義父に抱かれたい娘（2月19日、ヒビノ）
- ヒロインバトル　宇宙戦隊スターレンジャー（3月13日、アキバトル）
- 巨大ヒロイン触手凌辱 ソフィリア（3月27日、ギガ）
- 街で噂の中出し治療ができる性交クリニック4時間（4月1日、ワンズファクトリー）他多数出演
- 新奴隷島 第五章 哀しみを包み込んで…（7月7日、アタッカーズ）共演:星野あかり、坂本愛海
- 自己犠牲レイプ 私のカラダ、捧げます…。（8月7日、アタッカーズ）
- プライベートSM調教 僕の彼女を、寝取って下さい。（9月7日 アタッカーズ）

2010年
- NAMANAKA GAL ON LIVE12(4月30日、ピエロ)
- プライベートSM調教 ノーカット版（5月7日 アタッカーズ）他出演:Marieほか

#### みずほゆき名義
2009年
- 萌えあがる募集人妻 125 ゆきさん（9月19日、プレステージ）
- 絶対に感じてはイケない温泉旅館 声ダメ24時間耐久アクメ（10月22日、SODクリエイト）共演:辻本りょう
- ヤリマン女の真正二穴アナルSEX（11月13日、マルクス兄弟）[3]
- ザーメン搾り 強制2回出し（12月13日、マルクス兄弟）共演:水城奈緒、早川瀬里奈、加藤はる希、鈴香音色、松金めぐみ、望多つばさ、大澤あや乃[3]
- これが限界ギリギリ露出街中潮吹き アクメ自転車がイクッ!! アクメ第6形態（12月19日、SODクリエイト）共演:辻本りょう

2010年
- うちにおいでよ（1月1日、ワンズファクトリー）[4]
- SPIRAL-スパイラル-2（1月1日、MAD）
- 贅沢な妄想 こんな効果があったとは!?夢を叶える男の逸品集（1月21日、SODクリエイト）
- アナルアクメ耐久ファック VOL.16(2月2日、プレステージ)共演：ERIKA
- 手コキ＆性交クリニック特別編　童貞患者の初手コキ・初フェラ・性体験スペシャル（2月18日、SODクリエイト）
- アクメ自転車がイクッ（4月6日、SODクリエイト）：共演者多数
- CAMPUS TRAP 02（4月10日、ラストラス）
- 男の弱みに漬け込んでSEXをせがむ痴女 SEXを我慢出来ないセックスをガマンできない…がまんできない女教師（5月25日、美）
- 世界一長いSEX 10時間4分25秒挿れっぱなし!（6月24日、SODクリエイト）共演:愛音ゆり、新垣セナ
- 街中ギャルにすごい顔射（8月27日、ピエロ）

2011年
- The 串刺し二穴ファック（1月1日、ワンズファクトリー）共演:風間ゆみ、真白希実、南沙也香、水谷ひとみ、飯島夏希
- 口説き撮り!! 〜ドレスを脱がされた現役キャバ嬢〜（4月20日、プレステージ）共演:AIKA、相葉りか、真咲まみ、乙音奈々
- セーラーヒロイン足責め!足拷問!フェチ地獄!(9月9日、zeus)
- ヒロイン肉便器堕ち　レディストーム（9月9日、ギガ）
- NOと言えないM男の僕は、クラスの女の子がAVを見たいと無理やり家に来て（10月5日、FUTURE）
- お漏らしこすりつけオナニー（10月14日、オフィスケイズ）
- 尻コキ女子〇正 No10（10月14日、オフィスケイズ）
- 女子〇生の露出オナニー（10月14日、ディーバ）
- パンティを穿いたまま指オナニー（10月28日、オフィスケイズ）共演：桐岡さつき、有奈めぐみ、つるのゆう、上町しずく
- 競泳水着バイブぶっこみ腰クネオナニー（11月25日、葡萄館）
- M男向けサロン（11月25日、ラハイナ食堂）
- ヒロイン洗脳 Vol.11　天使戦隊エンジェルタクスフォース編（11月25日、ギガ）共演:市松さゆり
- 着ぐるみヒロイン　粘液顔射地獄　魔法少女スイートメイプル（11月25日、ギガ）
- ヒロイン討伐 Vol.57（12月9日、ギガ）
- 淫乱姉妹Wガバマンコ極太ディルドーアナルエクスタシー（12月19日、cross）共演：里崎あかね
- 強姦被害2（12月22日、MAD）共演：大槻ひびき
- ヒロインスーパーハードレズレイプ　月光戦士アルテミシア（12月23日、ギガ）共演:雨宮琴音
- ペニバンレズビアン（12月23日、ディーバ）共演：成瀬心美、桜りお、水島あい、桐谷あや、中居ちはる

2012年
- ヒロイン失禁レイプ（2月10日、ZEUS）
- 女スパイ暴虐拷問室5　みずほゆき（3月1日、シネマジック）
- 陵辱ホスピタルFILE.2(3月22日、MAD)共演：一ノ瀬アメリ、小西友梨
- 男の欲望全開!風俗嬢との生・生・大乱交!!(4月1日、ワンズファクトリー)共演：小桜沙樹、叶志穂、麻宮かりん

### Vシネマ
- （秘）面接〜密室の秘め事〜（如月美里役）
- 六本木ヤンキー戦争（玲奈役）

### 映画
- ヘルタースケルター（2012年）

### 電子写真集
- Hで綺麗なお姉さん〜ムチムチ水着編〜（PAD inc.,）
- エロエロ!「我慢できない・・・」（PAD inc.,）
- 淫らなお姉さん〜女子高生編〜（PAD inc.,）
- 淫らなお姉さん〜水着で挑発編〜（PAD inc.,）
- Zeppin専科Vol.45「香坂美優〜甘えん坊なスケベ姫〜」（Dolce Vita）
- 淫らなお姉さん〜お部屋でSEX1/2〜（ピンク倶楽部）
- 淫らなお姉さん〜お部屋でSEX2/2〜（ピンク倶楽部）
- 「EROS」（ピンク倶楽部）
- 淫らなお姉さん〜女子校生コスプレ編」〜（ピンク倶楽部）
- 「ECETASY」(ピンク倶楽部)
- 加納典明〆ピンVol.85香坂美優

### アプリ
- AVメイド★ご主人様　共演：星崎あいか
- 彩乃のAV3姉妹　共演：若槻千春、須真杏里
- アイドルポーカー 香坂美優 水着なのに・・・編（遊々王国）
- 麻雀 香坂美優編（アイドル麻雀）